# Уједињени фронт (Кина)
Уједињени фронт у Народној Републици Кини предводи Комунистичка партија Кине. Управни орган фронта је Одељење за рад Уједињеног фронта Централног комитета КП Кине. Осим КП Кине, чланови фронта су још осам осталих политичких партија и Свекинески синдикат индустрије и трговине. Уједињени фронт не поседује никакву моћ у одлучивању наспрам КП Кине, иако су његови чланови заступљени у Националном народном конгресу.

## Организације чланице Уједињеног фронта
- Револуционарни комитет Куоминтанга
- Демократски савез Кине
- Демократско удружење националне изградње Кине
- Кинеско удружење за промоцију демократије
- Кинеска сељачко-радничка демократска партија
- Кинеска партија за јавни интерес
- Друштво 3. септембар
- Демократски самоуправни савез Тајвана
- Свекинески синдикат индустрије и трговине